# Cultura ibero-maurisiana

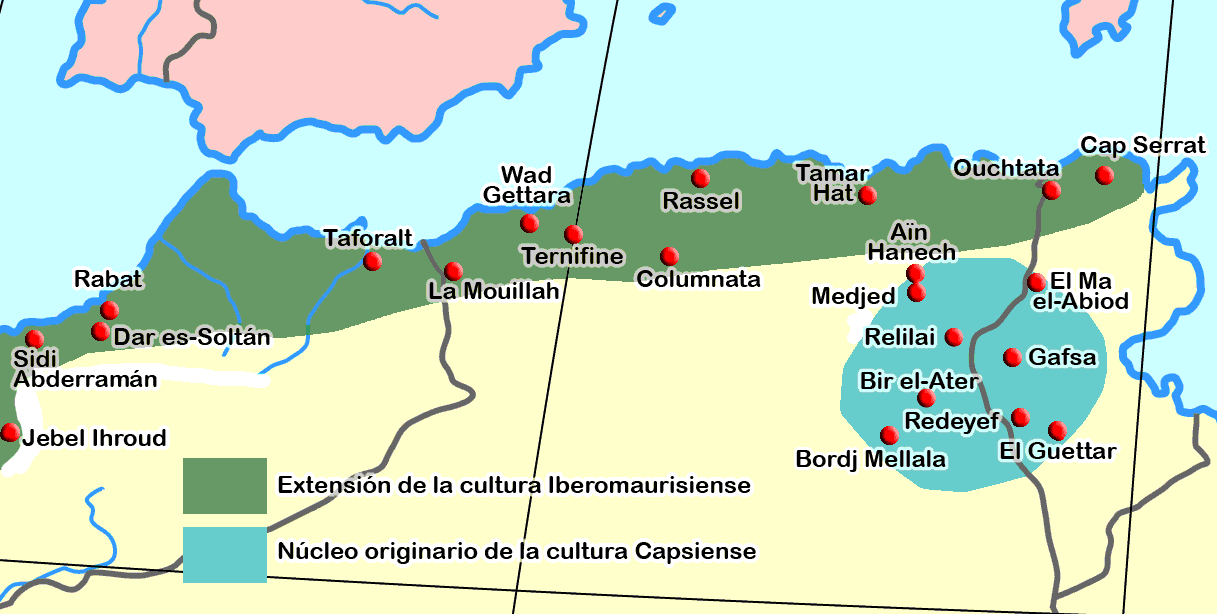
Território das culturas Ibero-Maurisiana e Capsiana.

Ibero-Maurisiano, ou Oraniano, ou Ouchtatiano foi uma indústria arqueológica que se espalhou na África do Norte durante o período epipaleolítico. Supõe-se que essa cultura surgiu como resultado da migração do povo Cro-Magnon da Península Ibérica, daí o nome, ou, então, a partir a Cultura Ateriana. A cultura existiu entre 10120 e 8550 a.C. O povo ibero-maurisiano pertencia ao tipo antropológico Mechtoide.
A cultura Ibero-maurisiana se estendeu para oriente desde Marrocos (sem ultrapassar o sul da Cordilheira do Atlas) a Tunísia e para sul, no deserto do Saara, no sitio arqueológico de Gobero no sul de Niger .
Os mechtoides foram assimilados durante o Neolítico e Idade do Bronze Inferior por portadores de línguas afro-asiáticas.
Em resumo, as várias linhas de evidências, usadas para argumentar a derivação da capsiana do leste, de fato, sugerem o oposto, levando à simples conclusão de continuidade entre a Ibero-Maurisiana e Capsiana. No início do Holoceno como as populações ibero-maurisianas se moveram para o interior para tirar proveito da melhoria das condições climáticas do final do Pleistoceno causou uma divergência adaptativa, que resultou na variabilidade inter-regional..
A indústria lítica da cultura Ibero-Maurisiana é caracterizada pela utilização de lâminas líticas. A parte detrás destas foi reduzido de forma abrupta e semi-abrupta. O levantamento de um micro buril e uma lâmina de dorso rebaixado permitia a obtenção de uma ponta triédrica. Essas lâminas deixaram extremidades marcadas apareceram com frequência nos achados arqueológicos e é muito característico da cultura.
Um pequeno fragmento de cerâmica representando um carneiro Bardary selvagem encontrado na Caverna de Tamar Hat na Argélia, foi atribuído a cultura Ibero-Maurisiana.